# 2006-os Teen Choice Awards
A 2006-os Teen Choice Awards a 2005-ös év legjobb filmes, televíziós és zenés alakításait értékelte. A díjátadót 2006. augusztus 20-án tartották az kaliforniai Gibson Amphitheatreben, a műsor házigazdája Dane Cook és Jessica Simpson volt. A ceremóniát a Fox televízióadó közvetítette élőben.

## Győztesek és jelöltek
Forrás:

### Filmek
| Legjobb akciófilm | Legjobb filmdráma |
| --- | --- |
| - A Karib-tenger kalózai: Holtak kincse - King Kong - Mission: Impossible III - Superman visszatér - V mint vérbosszú - X-Men: Az ellenállás vége | - Harry Potter és a Tűz Serlege - Légcsavar - Góóól! - Büszkeség és balítélet - Vezet a ritmus - A nyughatatlan |
| Legjobb színész akciófilmben/filmdrámában | Legjobb színésznő akciófilmben/filmdrámában |
| - Johnny Depp – A Karib-tenger kalózai: Holtak kincse (Jack Sparrow) - Orlando Bloom – A Karib-tenger kalózai: Holtak kincse (Will Turner) - Tom Cruise – Mission: Impossible III (Ethan Hunt) - Terrence Howard – Ütközések (Cameron Thayer) és Nyomulj és nyerj! (DJay) - Hugh Jackman – X-Men: Az ellenállás vége (Logan / Farkas) - Ludacris – Ütközések (Anthony) és Nyomulj és nyerj! (Skinny Black) | - Reese Witherspoon – A nyughatatlan (June Carter) - Jessica Alba – Fantasztikus Négyes (Sue Storm / Láthatatlan lány) - Halle Berry – X-Men: Az ellenállás vége (Ororo Munroe / Ciklon - Keira Knightley – Büszkeség és balítélet (Elizabeth Bennet) és A Karib-tenger kalózai: Holtak kincse (Elizabeth Swann) - Natalie Portman – V mint vérbosszú (Evey Hammond) - Keri Russell – Mission: Impossible III (Lindsey Farris) |
| Legjobb thriller | Legjobb vígjáték |
| - Éjszakai járat - Amerikai kísértet - Motel - Ómen - Fűrész II. - Silent Hill – A halott város | - Micsoda srác ez a lány! - Lúzer SC - Szakíts, ha bírsz - Távkapcs - Nacho Libre - Horrorra akadva 4. |
| Legjobb színész vígjátékban | Legjobb színésznő vígjátékban |
| - Johnny Depp – Charlie és a csokigyár (Willy Wonka) - Jack Black – Nacho Libre (Ignacio / Nacho) - Jim Carrey – Dick és Jane trükkjei (Richard "Dick" Harper) - Jon Heder – Lúzer SC (Clark Reedy) és Ha igaz volna (Darryl) - Adam Sandler – Távkapcs (Michael Newman) - Vince Vaughn – Szakíts, ha bírsz (Gary Grobowski)                                                                               | - Rachel McAdams – Ünneprontók ünnepe (Claire Cleary) és Kőkemény család (Amy Stone) - Jennifer Aniston – Szakíts, ha bírsz (Brooke Meyers) - Hilary Duff – A tökéletes pasi (Holly Hamilton) és Tucatjával olcsóbb 2. (Lorraine Baker) - Lindsay Lohan – Cserebere szerencse (Ashley Albright) - Sarah Jessica Parker – Anyám nyakán (Paula) - Queen Latifah – Az utolsó vakáció (Georgia Byrd)                               |
| Legjobb áttörő alakítást nyújtó színész | Legjobb áttörő alakítást nyújtó színésznő |
| - Channing Tatum – Micsoda srác ez a lány! (Duke Orsino) - Kuno Becker – Góóól! (Santiago Muñez) - Lucas Black – Halálos iramban: Tokiói hajsza (Sean Boswell) - 50 Cent – Pénzed vagy életed (Marcus "Young Caesar" Greer) - Héctor Jiménez – Nacho Libre (Esqueleto) - Brandon Routh – Superman visszatér (Clark Kent / Superman)                                                                        | - Jessica Simpson – Hazár megye lordjai (Daisy Duke) - Emily Blunt – Az ördög Pradát visel (Emily Charlton) - Yaya DaCosta – Vezet a ritmus (LaRhette Dudley) - Isla Fisher – Ünneprontók ünnepe (Gloria Cleary) - Meagan Good – A vér válaszol (Coco) - JoJo – Aquamarine (Hailey Rogers) |
| Legjobb kémia filmben | Legjobb gonosz |
| - Jennifer Aniston és Vince Vaughn – Szakíts, ha bírsz - Jack Black és Héctor Jiménez – Nacho Libre - Brandon Routh és Kate Bosworth – Superman visszatér - Adam Sandler és Kate Beckinsale – Távkapcs - David Spade, Jon Heder és Rob Schneider – Lúzer SC - Meryl Streep és Anne Hathaway – Az ördög Pradát visel                                                                                        | - Bill Nighy – A Karib-tenger kalózai: Holtak kincse (Davy Jones) - Jack Black – King Kong (Carl Denham) - Ian McKellen – A Da Vinci-kód (Sir Leigh Teabing) és X-Men: Az ellenállás vége (Erik Lehnsherr / Magneto) - Cillian Murphy – Éjszakai járat (Jackson Rippner) - Kevin Spacey – Superman visszatér (Lex Luthor) - Meryl Streep – Az ördög Pradát visel (Miranda Priestly)                                            |
| Legjobb harc | Legjobb csók |
| - Orlando Bloom vs. Jack Davenport – A Karib-tenger kalózai: Holtak kincse - Jack Black vs. Silver King – Nacho Libre - Jon Heder vs. Karl's Auto Body – Lúzer SC - King Kong vs. T-Rex – King Kong - Brandon Routh vs. A repülő – Superman visszatér - X-Men vs. Magneto testvérisége – X-Men: Az ellenállás vége                                                                                         | - Keanu Reeves és Sandra Bullock – Ház a tónál - Amanda Bynes és Channing Tatum – Micsoda srác ez a lány! - Anna Faris és Chris Marquette – Csak barátok - Hugh Jackman és Famke Janssen – X-Men: Az ellenállás vége - LL Cool J és Queen Latifah – Az utolsó vakáció - Owen Wilson és Rachel McAdams – Ünneprontók ünnepe |
| Legjobb romantikus film | Leghisztisebb karakter |
| - Ha igaz volna - Aquamarine - Anyám nyakán - Cserebere szerencse - Ház a tónál - Az utolsó vakáció | - Keira Knightley – A Karib-tenger kalózai: Holtak kincse - Anna Faris – Csak barátok - Isla Fisher – Ünneprontók ünnepe - King Kong – King Kong - Lindsay Lohan – Cserebere szerencse - Adam Sandler – Távkapcs |
| Legjobb sikoltás | Legjobb nyári akciófilm/filmdráma |
| - Keira Knightley – A Karib-tenger kalózai: Holtak kincse - Jay Hernandez – Motel - Rachel Hurd-Wood – Amerikai kísértet - Rachel McAdams – Éjszakai járat - Julia Stiles – Ómen - Donnie Wahlberg – Fűrész II. | - A Karib-tenger kalózai: Holtak kincse - Halálos iramban: Tokiói hajsza - Lány a vízben - Miami Vice - Superman visszatér - X-Men: Az ellenállás vége |
| Legjobb nyári vígjáték | |
| - Taplógáz - Távkapcs - Az ördög Pradát visel - Dögölj meg, John Tucker - Kiscsávó - Én, a nő és plusz egy fő | |

### Televízió
| Legjobb színész tévésorozatban | Legjobb színésznő tévésorozatban |
| --- | --- |
| - James Denton – Született feleségek - David Boreanaz – Dr. Csont - George Eads – CSI: A helyszínelők - Hugh Laurie –Doktor House - Wentworth Miller – A szökés - Kiefer Sutherland – 24 | - Mischa Barton – A narancsvidék - Jennifer Garner – Alias - Teri Hatcher – Született feleségek - Debra Messing – Will és Grace - Alyssa Milano – Bűbájos boszorkák - Ellen Pompeo – A Grace klinika |
| Legjobb akció/drámasorozat | Legjobb színész akció/drámasorozatban |
| - A narancsvidék - A Grace klinika - Doktor House - Lost – Eltűntek - Tuti gimi - Smallville | - Adam Brody – A narancsvidék - Patrick Dempsey – A Grace klinika - Matthew Fox – Lost – Eltűntek - Chad Michael Murray – Tuti gimi - Kiefer Sutherland – 24 - Tom Welling – Smallville |
| Legjobb színésznő akció/drámasorozatban | Legjobb musical/vígjátéksorozat |
| - Rachel Bilson – A narancsvidék - Kristen Bell – Veronica Mars - Sophia Bush – Tuti gimi - Katherine Heigl – A Grace klinika - Kristin Kreuk – Smallville - Evangeline Lilly – Lost – Eltűntek | - Szerelmes hangjegyek - Született feleségek - Mindenki utálja Christ - Szívek szállodája - A nevem Earl - Házi háború |
| Legjobb színész vígjátéksorozatban | Legjobb színésznő vígjátéksorozatban |
| - Wilmer Valderrama – Azok a 70-es évek show - Zach Braff – Dokik - Steve Carell – The Office - Jason Lee – A nevem Earl - Michael Rapaport – Házi háború - Tyler James Williams – Mindenki utálja Christ | - Alexis Bledel – Szívek szállodája - Tichina Arnold – Mindenki utálja Christ - Mila Kunis – Azok a 70-es évek show - Eva Longoria – Született feleségek - Jaime Pressly – A nevem Earl - Raven-Symoné – That’s So Raven |
| Legjobb kémia | Legjobb valóságshow |
| - Zac Efron és Vanessa Hudgens – Szerelmes hangjegyek - Alexis Bledel és Matt Czuchry – Szívek szállodája) - Matthew Fox, Josh Holloway és Evangeline Lilly – Lost – Eltűntek - Adrian Grenier, Jeremy Piven, Jerry Ferrara, Kevin Connolly és Kevin Dillon – Törtetők - Ellen Pompeo, Sandra Oh, Katherine Heigl, Justin Chambers, T. R. Knight, Chandra Wilson, James Pickens Jr., Kate Walsh, Isaiah Washington és Patrick Dempsey – A Grace klinika - Tom Welling és Kristin Kreuk – Smallville | - American Idol - Topmodell leszek - Beauty and the Geek - Laguna Beach: The Real Orange County - Survivor: Guatemala - Yo Momma |
| Legjobb rajzfilmsorozat | Legkiemelkedőbb műsor |
| - Family Guy - Amerikai gater - A kertvárosi gettó - Texas királyai - A Simpson család - South Park | - So You Think You Can Dance - Mindenki utálja Christ - Szellemekkel suttogó - A szökés - Odaát - Yo Momma |
| Legjobb férfi valóságshowszereplő | Legjobb női valóságshowszereplő |
| - Drew Lachey – Dancing with the Stars - Ashley Parker Angel – There & Back - Aras Baskauskas – Survivor: Panama - Flavor Flav – Flavor of Love - Hulk Hogan – Hogan Knows Best - Bam Margera – Viva La Bam | - Lauren Conrad – The Hills - Kristin Cavallari – Laguna Beach: The Real Orange County - Dani Evans – Topmodell leszek - Paris Hilton – The Simple Life - Brooke Hogan – Hogan Knows Best - Stacy Keibler – Dancing with the Stars |
| Legjobb áttörő alakítást nyújtó színész | Legjobb segítőtárs |
| - Zac Efron – Szerelmes hangjegyek - Jensen Ackles – Odaát - Miley Cyrus – Hannah Montana - Haylie Duff – Hetedik mennyország - Vanessa Hudgens – Szerelmes hangjegyek - Wentworth Miller – A szökés | - Allison Mack – Smallville - Percy Daggs III – Veronica Mars - Donald Faison – Dokik - Jorge Garcia – Lost – Eltűntek - Vincent Martella – Mindenki utálja Christ - Amaury Nolasco – A szökés |
| Legjobb tévés személyiség | Legjobb tévés szülő |
| - Ashton Kutcher – Punk’d - Nick Cannon – Wild 'n Out - Simon Cowell – American Idol - Maria Menounos – Access Hollywood és Today - Vanessa Minnillo – Total Request Live és Entertainment Tonight - Ryan Seacrest – American Idol | - Lauren Graham – Szívek szállódája (Lorelai Gilmore) - Tichina Arnold és Terry Crews – Mindenki utálja Christ (Rochelle és Julius) - Anita Barone és Michael Rapaport – Házi háború (Dave és Vicky) - Enrico Colantoni – Veronica Mars (Keith Mars) - Catherine Hicks és Stephen Collins – Hetedik mennyország (Camdenék) - Kelly Rowan és Peter Gallagher – A narancsvidék (Cohenék) |
| Legjobb nyári műsor | |
| - So You Think You Can Dance - America’s Got Talent - Big Brother: All-Stars - Törtetők - Kyle, a rejtélyes idegen - Rock Star: Supernova | |

### Zene
| Legjobb férfi zenész | Legjobb női zenész |
| --- | --- |
| - James Blunt - Chris Brown - Daddy Yankee - Jack Johnson - T.I. - Kanye West | - Kelly Clarkson - Mary J. Blige - Mariah Carey - Rihanna - Shakira - Carrie Underwood |
| Legjobb rapper | Legjobb rockzenész |
| - The Black Eyed Peas - Missy Elliott - Sean Paul - T.I. - Paul Wall - Kanye West | - Fall Out Boy - The All-American Rejects - Arctic Monkeys - Foo Fighters - Hoobastank - Red Hot Chili Peppers |
| Legjobb R&B zenész | Legjobb zeneszám |
| - Rihanna - Mary J. Blige - Chris Brown - Mariah Carey - Jamie Foxx - Ne-Yo | - "Dance, Dance" – Fall Out Boy - "Hips Don't Lie" – Shakira feat. Wyclef Jean - "SOS" – Rihanna - "Temperature" – Sean Paul - "Walk Away" – Kelly Clarkson - "You're Beautiful" – James Blunt                                                                            |
| Legjobb szerelmes szám | Legjobb rapszám |
| - "What's Left of Me" – Nick Lachey - "Be Without You" – Mary J. Blige - "For You I Will (Confidence)" – Teddy Geiger - "So Sick" – Ne-Yo - "You and Me" – Lifehouse - "You're Beautiful" – James Blunt                                                  | - "Ridin'" – Chamillionaire feat. Krayzie Bone - "Lean wit It, Rock wit It" – Dem Franchize Boyz - "Shake" – Ying Yang Twins feat. Pitbull - "Snap Ya Fingers" – Lil Jon feat. E-40, Sean Paul - "What You Know" – T.I. - "Where'd You Go" – Fort Minor feat. Holly Brook |
| Legjobb rockszám | Legjobb R&B/Hip-Hopszám |
| - "Dance, Dance" – Fall Out Boy - "Dani California" – Red Hot Chili Peppers - "I Write Sins Not Tragedies" – Panic! at the Disco - "MakeDamnSure" – Taking Back Sunday - "Move Along" – The All-American Rejects - "Over My Head (Cable Car)" – The Fray | - "Promiscuous" – Nelly Furtado feat. Timbaland - "Ain't No Other Man" – Christina Aguilera - "Buttons" – The Pussycat Dolls feat. Snoop Dogg - "Check on It" – Beyoncé feat. Slim Thug - "Hips Don't Lie" – Shakira feat. Wyclef Jean - "Temperature" – Sean Paul        |
| Legkiemelkedőbb férfi zenész | Legkiemelkedőbb női zenész |
| - Chris Brown - James Blunt - Gnarls Barkley - Taylor Hicks - Ne-Yo - Daniel Powter | - Rihanna - Natasha Bedingfield - LeToya - Katharine McPhee - Anna Nalick - Carrie Underwood |
| Legjobb V-Cast zenész | Legjobb nyári szám |
| - Nelly Furtado - The Black Eyed Peas - Jesse McCartney - Rihanna - Shakira - Yellowcard | - "Promiscuous" – Nelly Furtado feat. Timbaland - "Ain't No Other Man" – Christina Aguilera - "Crazy" – Gnarls Barkley - "Hips Don't Lie" – Shakira feat. Wyclef Jean - "Ridin'" – Chamillionaire feat. Krayzie Bone - "Unfaithful" – Rihanna                             |

### Sport
| Legjobb férfi atléta                                                                       | Legjobb női atléta                                                                                           |
| ------------------------------------------------------------------------------------------ | --- |
| - David Beckham - Tom Brady - Matt Leinart - Steve Nash - Dwyane Wade - Vince Young        | - Maria Sharapova - Sue Bird - Lisa Leslie - Holly McPeak - Danica Patrick - Michelle Wie                    |
| Legjobb férfi akciósportoló                                                                | Legjobb női akciósportoló                                                                                    |
| - Shaun White - Danny Kass - Dave Mirra - Travis Pastrana - Paul Rodriguez - Ryan Sheckler | - Sofía Mulánovich - Cara-Beth Burnside - Dallas Friday - Lindsey Jacobellis - Elissa Steamer - Hannah Teter |

### Egyéb
| Legintenzívebb személyiség | Legjobb humorista                                                                              |
| --- | ---------------------------------------------------------------------------------------------- |
| - Brooke Hogan - Flavor Flav - Mike Jones - Kelis - Nelly - Paul Wall                                                                                                   | - Adam Sandler - Jack Black - Jim Carrey - Dane Cook - Rachel Dratch - Chris Rock              |
| Legszexibb férfi | Legszexibb nő                                                                                  |
| - Orlando Bloom - Chris Brown - Nick Lachey - Wentworth Miller - Chad Michael Murray - Justin Timberlake                                                                | - Jessica Alba - Rachel Bilson - Scarlett Johansson - Eva Longoria - Rihanna - Jessica Simpson |
| Legjobb férfi vörösszőnyeges ikon | Legjobb női vörösszőnyeges ikon                                                                |
| - Nick Lachey - Diddy - Kevin Federline - Terrence Howard - Ryan Seacrest - Kanye West                                                                                  | - Jessica Alba - Mischa Barton - Halle Berry - Beyoncé - Jessica Simpson - Gwen Stefani        |
| Legjobb videojáték |                                                                                                |
| - New Super Mario Bros. - Fight Night Round 3 - Kingdom Hearts II - Major League Baseball 2K6 - Tom Clancy's Ghost Recon Advanced Warfighter - X-Men: The Official Game |                                                                                                |

## Műsorvezetők
A gálán az alábbi műsorvezetők működtek közre:
- Paula Abdul
- Jensen Ackles
- Jessica Alba
- Mischa Barton
- Kristen Bell
- Rachel Bilson
- David Boreanaz
- Chris "Ludacris" Bridges
- Hilarie Burton
- Sophia Bush
- Kristin Cavallari
- Chingy
- Emily Deschanel
- Jenna Dewan
- Carmen Electra
- JoJo
- Ashton Kutcher
- Christina Milian
- Wentworth Miller
- Brittany Murphy
- Chad Michael Murray
- Ne-Yo
- Amaury Nolasco
- Ashley Olsen
- Ludacris
- Jared Padalecki
- Sean Paul
- Jaime Pressly
- Brandon Routh
- Dax Shepard
- Snoop Dogg
- David Spade
- Britney Spears
- Wilmer Valderrama
- Marlon Wayans
- Tom Welling
- Shaun White

## Fordítás
- Ez a szócikk részben vagy egészben  a(z)   2006 Teen Choice Awards című angol Wikipédia-szócikk fordításán alapul.  Az eredeti cikk szerkesztőit annak laptörténete sorolja fel. Ez a jelzés csupán a megfogalmazás eredetét és a szerzői jogokat jelzi, nem szolgál a cikkben szereplő információk forrásmegjelöléseként.